# Cal Prat de Vallmanya
Cal Prat és una masia de Vallmanya, del municipi de Pinós (Solsonès), inclosa a l'Inventari del Patrimoni Arquitectònic de Catalunya.

## Situació
Es troba a peu de la carretera de Calaf - Vallmanya - Salo, just on s'inicia el trencall que puja al nucli de Vallmanya, a la intersecció del barranc i la riera de Vallmanya.

## Descripció

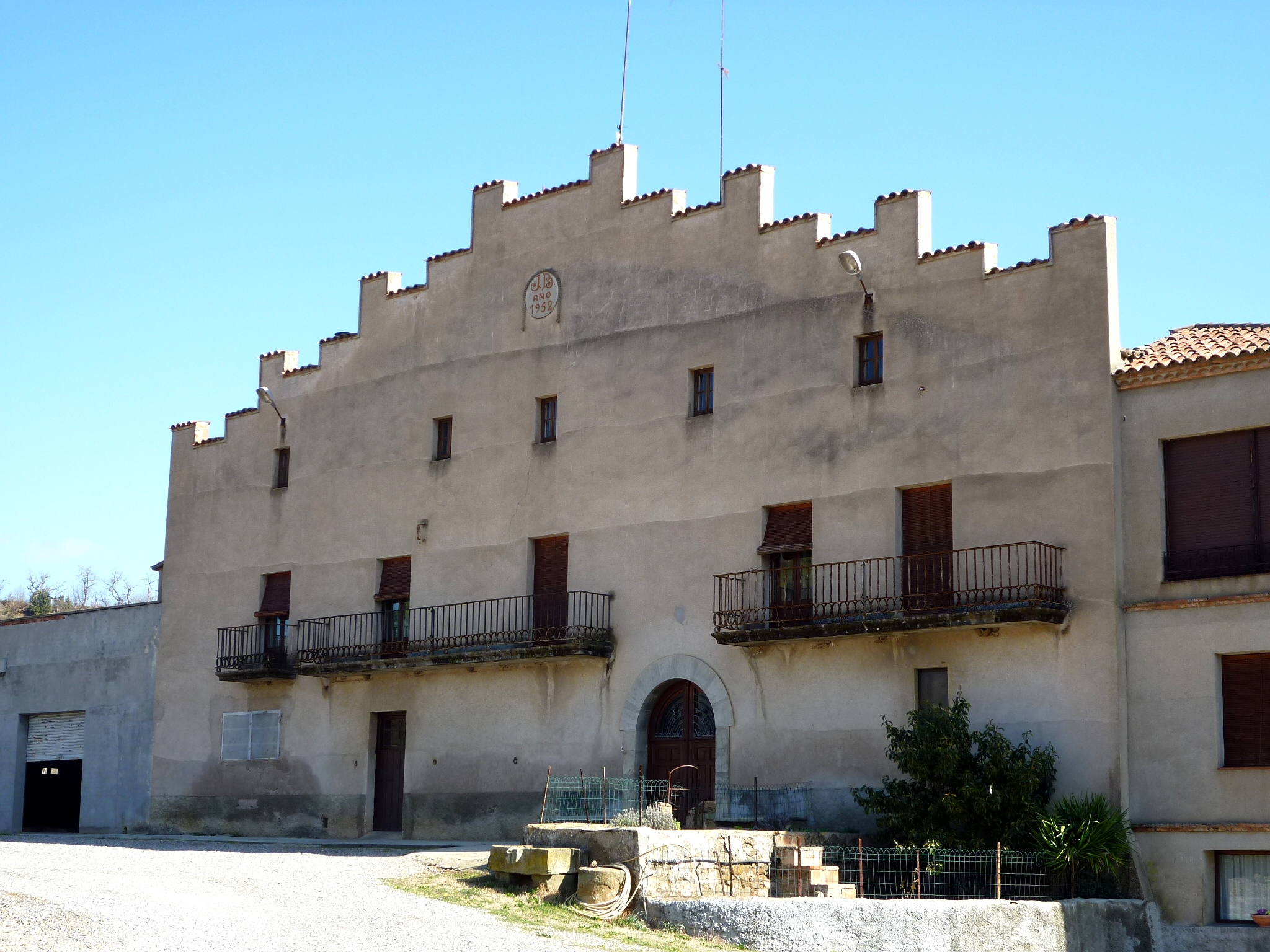
Façana de la masia

Masia de planta totalment irregular, formada a còpia d'afegir cossos nous a la masia original (possiblement una masia de planta basilical, coberta a doble vessant). La major part dels afegits de la gran masia de Cal Prat de Vallmanya són del segle xx. L'obra més important de la casa data del 1953, tal com ho acredita la inscripció amb les inicials J.B. i l'any a la façana del migdia.

## Història
La masia de Can Prat és una de les més grans del terme de Vallmanya i també de tot el municipi; és avui dia una gran empresa agrària.
L'antiguitat de la casa és manifesta per la pervivència de la seva capella de Sant Miquel, un exemplar romànic.